# لیگ برتر هندبال ایران ۱۳۹۲
لیگ برتر هندبال ایران یک لیگ حرفه‌ای هندبال است که میان تیم‌های ایرانی توسط فدراسیون هندبال ایران برگزار می‌شود، این مسابقات با شرکت ۱۱ تیم برگزار می‌شود.

## باشگاه‌های حاضر در لیگ برتر هندبال
| باشگاه                    | شهر      | سالن       | ظرفیت |
| ------------------------- | -------- | ---------- | ----- |
| پارس مس فلاورجان          | فلاورجان |            |       |
| ثامن‌الحجج سبزوار          | سبزوار   | سربداران   | ۴٬۰۰۰ |
| ثامن‌الحجج مشهد            | مشهد     | شهید بهشتی |       |
| سنگ آهن بافق یزد          | بافق     |            |       |
| شهرداری تبریز             | تبریز    |            |       |
| صبای قم                   | قم       |            |       |
| صنعت مس کرمان             | کرمان    |            |       |
| کاسپین قزوین              | قزوین    |            |       |
| نفت و گاز گچساران         | گچساران  |            |       |
| نیروی زمینی               | تهران    |            |       |
| نیک‌اندیشان شهرداری اصفهان | اصفهان   |            |       |
| هپکو اراک                 | اراک     |            |       |